# Andreas Brännström
Karl Thomas Christian Andreas Brännström, född 10 maj 1976 i Järfälla församling, Stockholms län, är en svensk fotbollstränare för FK Mladá Boleslav och före detta fotbollsspelare.

## Biografi

### Spelarkarriär
Brännström inledde i numera nedlagda förortslaget IF Söderhöjden innan han som 10-åring plockades upp av IF Brommapojkarna. Där gick han igenom pojklag och juniorlag innan A-lagsdebuten (i dåvarande Norrettan) 1993. Brännström var under tiden bofast i de svenska ungdomslandslagen och sågs allmänt som en av Sveriges största talanger i sin årskull. Brännström tillhörde den framgångsrika 75/76-kullen som bl.a. kvalificerade sig för U19-EM 1994. En svårt skadedrabbad karriär avslutades i Sirius. Den sista matchen var en kvalmatch där Sirius slog Väsby och avancerade till Superettan. Sirius tränades då av Brännströms gamla lagkamrat från landslag och Brommapojkarna, Magnus Pehrsson. 

### Tränarkarriär

#### IK Sirius
Brännström inledde sin tränarkarriär 2007 i IK Sirius, då hade han rollen som ungdomstränare för klubbens tipselitlag fram till 2008. Under sommaren 2008 tog Brännström över Sirius A-lag som efter en tung vår låg sist i tabellen. Efter en stark höst återfanns Sirius i Superettan även 2009. Brännström återgick då till sin U21-roll men var även assisterande tränare i A-laget till Jens T Andersson. Efter att Andersson avgått med sex matcher kvar tog Brännström återigen över huvudansvaret. Den här gången lyckades dock inte Sirius hänga kvar och återfanns 2010 i Norrettan med Brännström som huvudtränare. Säsongen slutade med kvalförlust mot Jönköpings Södra. Säsongen 2011 slutade med en tredjeplats, en poäng efter seriesegrarna Umeå FC. När kontraktet gick ut slutförde Brännström sin PRO-utbildning i Göteborg. 2013 tog Brännström kort innan seriestart över AFC United och lämnade i november för Dalkurd FF.

#### Dalkurd FF
Han tog över rollen huvudtränare för Dalkurd FF från 2014 till 2015. Under Brännströms första år i Dalkurd FF hamnade laget på en tredjeplats med 54 poäng, en poäng bakom kvalplatsen till Superettan. Brännström gjorde succé 2015 och förde upp Dalkurd FF till Superettan för första gången efter att ha säkrat avancemanget med tre omgångar kvar och gått obesegrad fram till den sista matchen och avslutade sen med en seger i träningsmatch mot AIK, innan han kort därefter lämnade efter en schism med klubbledningen.

#### Hammarby IF U19/U21
I november 2015 tog Brännström inför säsongen 2016 över som tränare för Hammarby IF:s U19 och U21. U19 slutade på andraplats i tabellen och förlorade mot Elfsborgs IF i SM-semifinal efter förlängning. U21-laget vann SM efter 4–0 i finalen mot Brännströms gamla klubb Brommapojkarna. Brännström ledde även Sveriges pojklandslag (födda 2001) tillsammans med förbundskapten Magnus Wikman under 2016.

#### Återkomst till Dalkurd FF
Redan i januari 2017 kunde man avslöja att Brännström var aktuell för en återkomst till gamla klubben Dalkurd FF. Han lämnade Hammarby IF med omedelbar verkan och blev klar för Dalkurd FF den 1 februari 2017. Han berättade tidigare att han ville lämna Hammarby IF för att jobba på seniornivå igen. Väl i Dalkurd räckte det med en säsong för att återigen ta laget till en högre nivå. Efter 1-0 mot Gais i den näst sista omgången så kunde Brännström fira det allsvenska evenemanget. Brännström ryktades hösten 2017 vara klar för IFK Göteborg.

#### Jönköpings Södra IF
I augusti 2018 tog Brännström över tränarjobbet i Jönköpings Södra.
Efter en framgångsrik period i Jönköpings Södra, där laget återfanns i toppen av ligan i två säsonger lämnade Brännström i december 2020.

#### Hajduk Split
I juni 2021 blev Brännström presenterad som första assisterande tränare av Hajduk Split.

#### Mjällby AIF
I december 2021 blev Brännström klar som huvudtränare för Mjällby AIF inför den allsvenska säsongen 2022.

#### AIK
I november 2022 stod det klart att Brännström tar över AIK med ett kontrakt som sträcker sig över säsongen 2025. Den 2 juli 2023 avslutades Brännströms uppdrag för AIK.

#### FK Mladá Boleslav
Den 24 augusti 2024 presenterades Brännström för FK Mladá Boleslav som spelar i den Tjeckiska förstaligan. Den 8 april 2025 så valde Brännström att lämna Mladá Boleslav på egen begäran.

## Övrigt
Under våren 2024 sågs Brännström i TV som studioexpert under Discoverys allsvenska sändningar.
Brännström har genom åren gjort sig känd som en relativt kontroversiell person i tränarkretsar. Han har starkt tagit ställning mot rasism i media och på andra plattformar. Han var också tidigt ute och pratade om matchfixning i svensk fotboll. På senare år, när matchfixningen blivit mer utbredd och erkänd, har han anklagat Syrianska FC för matchfixning vilket ledde till en anmälan där Brännström dock friades.

### Webbkällor
- Andreas Brännström på Svenska Fotbollförbundets webbplats